# Chiesa di San Michele Arcangelo (Forlì)
La chiesa di San Michele Arcangelo, con l'annesso Convento del Buon Pastore, è una chiesa del centro storico di Forlì.

## Storia e descrizione
Il complesso sorse nell'orto della parrocchia di San Biagio e divenne sede della Confraternita dei Battuti Rossi. La prima pietra fu posata nel 1517. Gli eremiti di San Girolamo, che vi si stabilirono nel 1556, costruirono il loro convento presso la chiesa, che provvidero anche ad ampliare.
Il 1º maggio 1557 l'edificio fu consacrato dal teologo e vescovo di Bertinoro, Ludovico Theodoli. A seguito della soppressione degli istituti religiosi avvenuta durante l'occupazione napoleonica, il convento fu convertito in tribunale e carcere per detenuti in attesa di giudizio. Nel 1859 fu ceduto dal governo pontificio al vescovo che lo affidò alle Suore del Buon Pastore.
All'interno della chiesa esiste a sua volta una chiesetta e si trova a sinistra dell'ingresso principale ed ospita una tenda raffigurante San Michele Arcangelo, opera di ambito cignanesco.
Il complesso è stato oggetto di lavori di restauro a metà degli anni 2000 su progetto dell'architetto Giovanni Brasini, con l'aiuto del geometra Andrea Pasini.
La Chiesa ha attività polifunzionale e dà ospitalità a funzioni religiose di rito sia cattolico che ortodosso.